# Santur
Il santur (anche: santûr, santoor, santour, santouri o santîr) è uno strumento musicale iraniano, diffuso in tutto il Medio Oriente appartenente alla famiglia degli Zither su tavola. È uno strumento a corde percosse, come il cimbalom o il piano apparsi più tardi, di cui è l'antenato comune. Lo si può anche classificare come strumento a percussione melodico. Viene suonato mediante due bacchette (mezrab in persiano o in turco).
L'etimologia del nome è complessa e soggetta a molte controversie: potrebbe derivare dal greco antico psallo («colpire o cantare»), dall'ebraico psantîr o dall'aramaico psantria (da cui deriverebbe il nome saltério), ma c'è chi pensa derivi dal persiano o dal sanscrito (sau-târ cioè «cento corde»). La grafia del nome è assai variabile e cambia in virtù del carattere aleatorio della traslitterazione.

## Storia

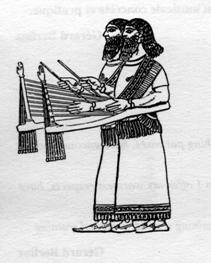
Rilievo babilonesi con suonatori di uno strumento simile al santur.

Certamente molto antico (potrebbe essere assiro secondo certi autori, le prime tracce scritte o iconografiche, nella sua forma attuale, datano però solo del XII secolo, in particolare in un poema di Manûchehri e sui basso-rilievi in avorio d'origine bizantina, che serviva da copertina al manoscritto Egerton ritrovato nel 1131 nel Regno di Gerusalemme. Scompare nel Medioevo, e non è possibile determinare con precisione le sue migrazioni. Riappare in effetti sotto vari nomi e forme, adottato sia dai musicisti itineranti, zingari o ebrei (che lo suonavano tenendolo appeso al collo) sia dai musicisti colti (che lo suonano seduti).
Non bisogna confonderlo né col qanûn, che è un Zither orientale che si suona con le dita munite di unghie artificiali, pizzicando le corde, né col sintîr che è un liuto magrebino.

## Particolarità acustiche
Dato il gran numero di corde utilizzate, il santur è uno strumento difficile per i principianti: da 72 a 100 corde da accordare (in cori di tre o quattro) quotidianamente, non è un compito facile, in quanto non c'è una struttura in acciaio (come nel piano) per mantenerle in tensione, ma un semplice telaio interamente in legno nobile (noce o quercia).
La particolarità di poter suonare più corde contemporaneamente oppure come "accordo aperto" fornisce una ricchezza di risonanze e di armoniche accentuato dall'assenza di smorzatori. Poiché niente ferma la vibrazione della corda, vi è un sustain molto lungo (circa 20s) e si crea una forma d'armonia non raggruppata in un accordo simultaneo, ma sfalsata in modo consecutivo: tutto ciò rende il suonare lo strumento piuttosto complicato, perché una nota o i suoi armonici possono continuare a suonare mentre un'altra nota coi relativi armonici viene suonata, con effetti che, se non ben controllati, possono risultare fastidiosi.
I cori di tre o quattro corde accordate all'unisono permettono un'amplificazione del suono per simpatia e vibrazioni reciproche, tra di loro da una parte, e con quelle all'ottava inferiore o superiore. 
Tutte queste caratteristiche acustiche lo rendono uno strumento molto efficace per la musica modale, ma molto limitate per l'armonia tonale, che si suona con accordi (di almeno tre note simultanee). L'effetto polifoni, colpisce perché, spesso, si ha l'impressione di stare ascoltando diversi strumenti contemporaneamente, dato la possibilità di rapide successioni di note (come sul piano) che non necessitano di preparazione con movimento delle dita (come col liuto).

## Tipologie di santur
Ci sono cinque tipi di santur più o meno simili tra loro. Hanno alcune caratteristiche comuni che li differenziano da altri tipi di cetre a corde percosse come il Cimbalom dell'Europa orientale o lo Yangqin dell'Estremo-Oriente: la forma trapezoidale con angoli pronunciati della cassa armonica; i ponti mobili in numero limitato e aventi la forma di pedoni degli scacchi; i piroli inseriti nel lato destro, perpendicolari alla tavola armonica; delle anime piazzate sotto la tavola; l'estensione diatonica; le bacchette dentellate per facilitare la presa con le dita. Solo il santouri fa eccezione a queste regole, essendo un ibrido col Cimbalom.

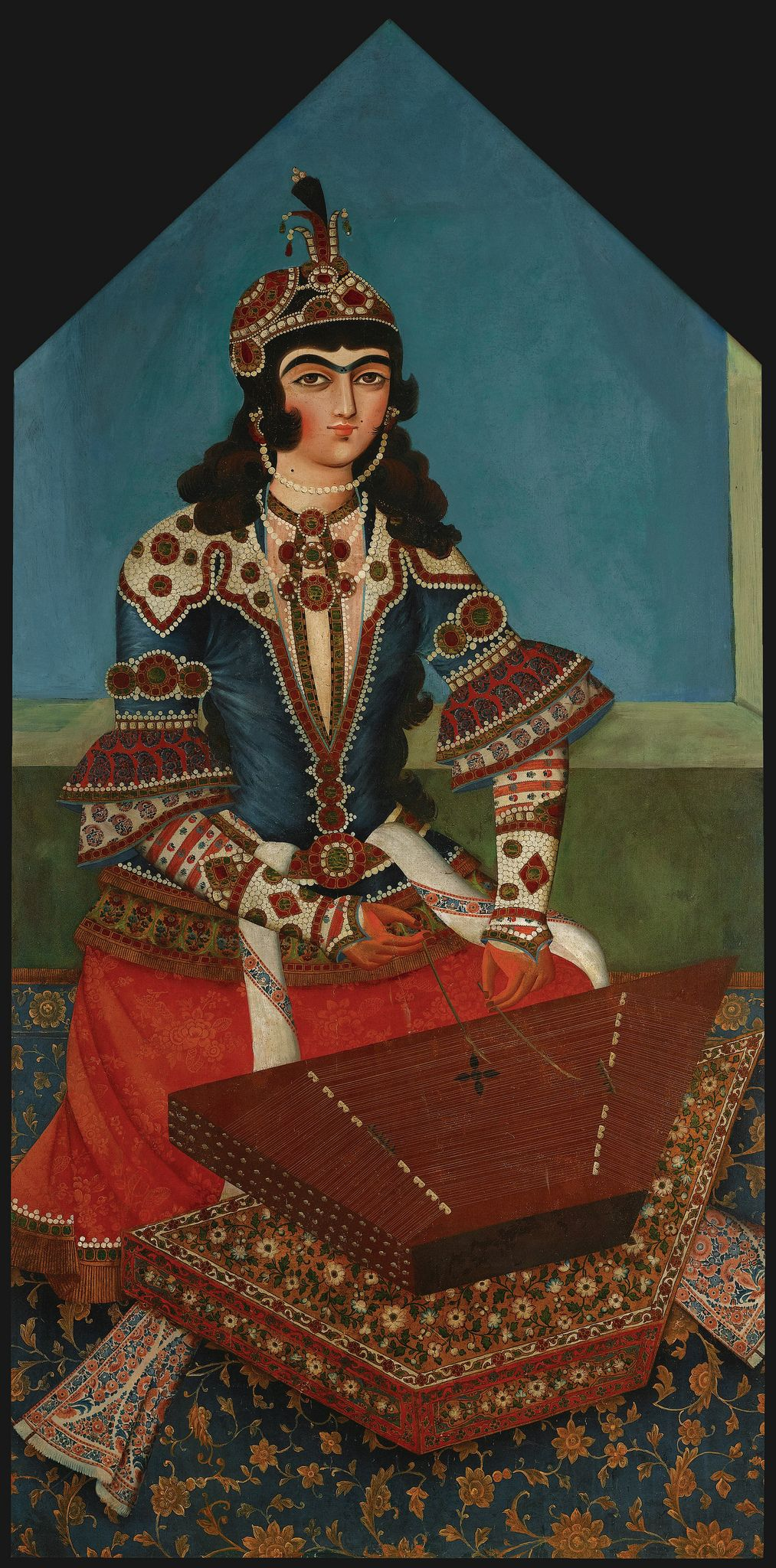
Una miniatura del 1830 di una donna che interpreta un santur.

### Ilsantûrdell'Iran
Esteticamente molto sobrio e con un suono molto brillante, il santûr (in persiano:سنتور) è il più antico ed il più piccolo della «famiglia». Le sue dimensioni ridotte sono spiegabili con la necessità di una sua facile occultazione, la musica non essendo molto ben accolta nel mondo musulmano in generale, ed in particolare in quello sciita. In seguito lo strumento fu riservato solo alla meditazione ed alle raffinate orecchie dello Scià fino al XIX° secolo.
In seguito alla Rivoluzione iraniana del 1979, numerosi musicisti iraniani dovettero espatriare in Europa, in Israele, negli Stati Uniti o in Giappone. Questa diaspora ha contribuito a fare conoscere lo strumento, integrandolo anche ad altri stili musicali oltreché alla musica tradizionale,

#### Costruzione

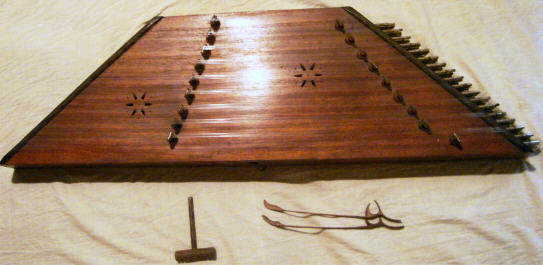
Santûr con le mezrabs e la chiave per accordarlo.

Il santûr iraniano ha 72 corde, disposte per cori di quattro su 18 ponti (kharak) mobili montati su una tavola armonica trapezoidale (90 × 38 × 5 cm) con angoli di 45°. Può essere di taglia leggermente diversa a seconda che sia per voce di uomo o donna. Le versioni moderne hanno qualche corda in più, che permettono di variare tra i vari modi musicali.
La struttura della Cassa armonica è in legno duro (noce, quercia, betulla, gelso…) mentre la Tavola armonica è in legno più tenero (faggio, mogano…). I capitasto e i tasti sono in metallo. Dato l'enorme pressione delle corde sulla tavola (più di una tonnellata), quest'ultima deve avere un certo spessore (6–10 mm) e delle anime collocate in punti chiave (4 o 5, specialmente sotto ai fori di risonanza) che assicurino sia la resistenza sia l'acustica. Tutto è incollato alla maniera antica, senza chiodi o viti.
Due piccoli fori, a forma di fiori, permettono un migliore flusso di aria, aumentando la risonanza. Essi sono completati da una apertura nel mezzo del lato posteriore, che garantisce più volume e consente la regolazione delle anime.
Le corde gravi (piazzate sui ponti di destra) sono in bronzo; quelle acute (piazzate sui ponti centrale) sono in ferro o acciaio (più resistente ma meno brillante). I piroli, posti sul lato destro, sono rastremati e lisci, anche se per lungo tempo sono stati utilizzati quelli filettati; una chiave di accordatura viene usata per regolarli. Semplici borchie permettono di fissare le corde sul lato sinistro. Grazie all'angolazione scelta per la cassa armonica (45°), le corde sono tutte dello stesso calibro, ma quelle basse sono, naturalmente, più lunghe di quelle acute.
Le bacchette (mezrab) sono lunghe circa 20 cm, con una punta ricurva, rivestita occasionalmente di feltro. Sono estremamente leggere (4 g), sottili (2–3 mm) e molto resistenti grazie al legno duro utilizzato (bosso, nespolo). Tradizionalmente erano dritte, con il tempo sono, spesso, diventate ricurve.

### Ilsantoordell'India
Conosciuta probabilmente da tempi molto antichi nel sud del paese (secondo le opinioni discordanti dei musicologi sul significato di una « vîna a cento corde » o shatatantri vîna), poi scomparsa, È ricomparso tardivamente nel nord dell'India, in Kashmir (il poeta Nowshehri la citò nel XVI secolo), certamente sotto l'influenza persiana, sulla Via della seta.
È più grande, più pesante, più ingombrante e più sonoro di quello persiano. Viene decorato spesso con basso-rilievi o con intarsiati. Tutto questo perché la musica indiana era soprattutto musica di corte, che doveva essere suonata davanti ai maharaja o ai nababbi coi loro maestosi seguiti e in grandi sale.
Questo è l'unico strumento indiano (oltre allo swarmandal, una Zither suonata con le dita) in grado di effettuare micro-modulazioni su una nota (meend) ed è quindi sorprendente vederlo interpretare musica colta contemporanea.

#### Costruzione

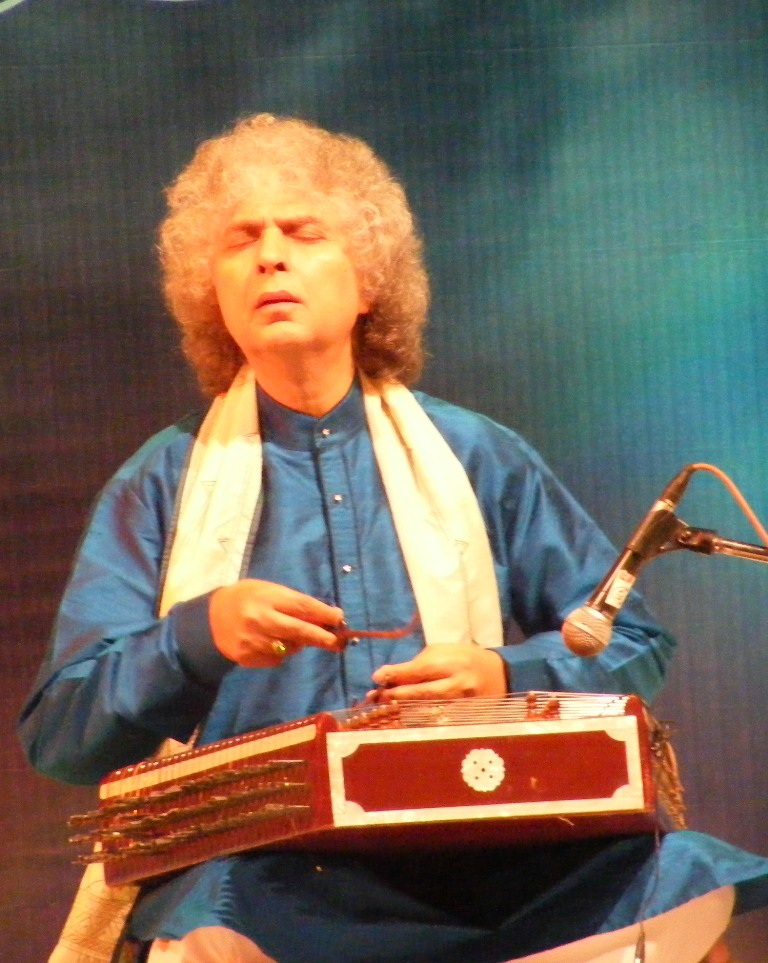
Posizione di utilizzo.

Il santoor indiano ha una cassa armonica trapezoidale imponente (80 cm × 60 cm × 8 cm) in teck o in noce, con angoli di 60°. Da 96 a 130 corde passano sui 24 - 30 capotasti in osso di cammello. Dei ponti mobili (aventi la forma di pedoni degli scacchi) sono piazzati sulla tavola armonica ls cui qualità può essere molto variabile.
I ponti sono organizzati in due serie di 15, paralleli all'angolo della cassa di risonanza (ratio 1/6) .
Non c'è alcun foro di risonanza (salvo eccezioni) come in tutti gli strumenti indiani, ma ci sono delle anime, a volte rimpiazzati da delle barrette di rinforzo.
Si utilizzano almeno otto diverse dimensioni di corde eterogenee (acciaio, ferro, bronzo, ottone, rivestite) piazzate in cori di due, tre o quattro, il che non facilita la manutenzione. I piroli, sono piazzati sul lato destro della cassa. Semplici chiodi sono collocati sul lato opposto per tendere le corde.
Le bacchette o mezrabs, sono di forma simile ma con un peso e uno spessore ben superiore.
Gli indiani sono anche abituati a usare le dita o le mani per attutire il suono o fare alcuni arpeggi in pizzicato o dei glissando, premendo una singola corda.

#### Utilizzo
Il santoor viene suonato stando seduti per terra, lo strumento sulle ginocchia o su un piccolo appoggio. È meno virtuosistico di quello Iraniano, ma altrettanto veloce e ritmico.
Viene suonato sempre accompagnato da percussioni (Tabla), a volte in duetto (jugalbandi).

### Ilsantûrdell'Iraq
Si situa esattamente tra quello iraniano e quello indiano, sia strutturalmente sia musicalmente. Nonostante sia al centro di tutti gli insiemi classici (chalghi o tchalghi) sopravvive solo più nella diaspora (ebrei iracheni) ed è diventato estremamente raro dopo la Guerra del Golfo.

#### Costruzione
Il santur iracheno ha una taglia (100 cm × 55 cm × 9 cm con angoli di 50°) e una struttura generale intermedia (da 23 a 25 ponti mobili supportanti, su dei capitasto metallici, da 80 a 92 corde in cori di tre, quattro o cinque.
La cassa di risonanza può essere in noce, albicocca o arancio, e la tavola armonica in faggio o compensato. Fori di forma variabile vi sono praticati. Le bacchette (madarib a volte con le estremità rivestite di feltro) e i ponti (chiamati "gazzelle") sono di quercia. I piroli sono posizionati sul lato destro. Semplici borchie fermano le corde sul lato sinistro.
Esisteva, un tempo, un altro tipo di santûr in Iraq, più spesso, più piccolo e coi ponti fissi, ma è scomparso.
Si suona appoggiandolo su un tavolo, il musicista seduto su una sedia. Raramente suona da solo, generalmente si integra con piccoli ensemble per interpretare la musica colta irachena (chalghi),

### Ilsanturturco
Anche se segnalato dal XVII secolo, non è che alla fine del XIX °, che il santur si propaga in Turchia, soprattutto nella regione di Smirne (Izmir), tra le comunità greche, ebree o tzigane, a causa della riluttanza della comunità musulmana sunnita nei confronti della musica. Ne esistevano allora due tipi - alafranga e alaturka - destinati entrambi a scomparire nel XX secolo; alcuni studi recenti dimostrerebbero che la Turchia è il luogo di nascita del santur.

#### Costruzione
Il santur alafranga o fransiz («dei Franchi») aveva 160 corde e 32 note e veniva suonato, soprattutto dagli ebrei o dai musicisti Rom. Molto presto i turchi lo adottarono col nome di hamaili santur, e l'adattarono spostando i ponti e modificando il numero delle corde (105 e 24 note). Ma l'insufficienza delle note diatoniche, lo rendevano inadatto all'esecuzione della musica turca.
Il santur Alaturka o Turki lo sostituì; perdendo in estensione, ha guadagnato nella varietà delle sue note. Non era soltanto cromatico, ma anche in grado di suonare i quarti di tono (come alcuni pianoforti orientali). Tuttavia era ancora molto lontano dal fornire il numero sufficiente di note all'esecuzione della musica ottomana che divideva l'ottava non in dodici, ma al minimo, in venticinque note.
Sono ormai quasi scomparsi dalla Turchia per ragioni di modulazioni musicali. Infatti, sotto la pressione della musica araba, più modulante, la musica turca ha incominciato a ricercare gli effetti e ha quindi abbandonato uno strumento non in grado di modulare in modo microtonale, come può fare invece il Qanun, che li ha soppiantati, e che è in grado di offrire una gamma di diverse alterazioni della stessa nota, abbassando i mandals, piccole leve, che non interferiscono con l'esecutore che suona con le unghie artificiali, e non con le bacchette.

### Ilsantourigreco
Lo strumento, pronunciato in greco sanduri (σαντούρι), è quello apparso più recentemente (inizio XIX secolo). È molto diverso dai precedenti ed è molto più grande perché è cromatico. Si apparenta più al Cimbalom, soprattutto per il complesso sistema dei numerosi ponti.
È certamente arrivato con le ondate di rifugiati greci, che fuggivano dall'Impero ottomano, in special modo da Smirne. Inizialmente concentrato sull'îsola di Lesbo, si è diffuso, dapprima sulle Isole egee (Chios, Imbros, Samos) e del Dodecaneso (Rodi, Kos, Kalymnos, Nisyros, Leros, Symi), poi nelle Cicladi (Andros) e sul continente, nei dintorni di Atene, in Tessaglia, nell'Epiro e nel Peloponneso.

#### Costruzione

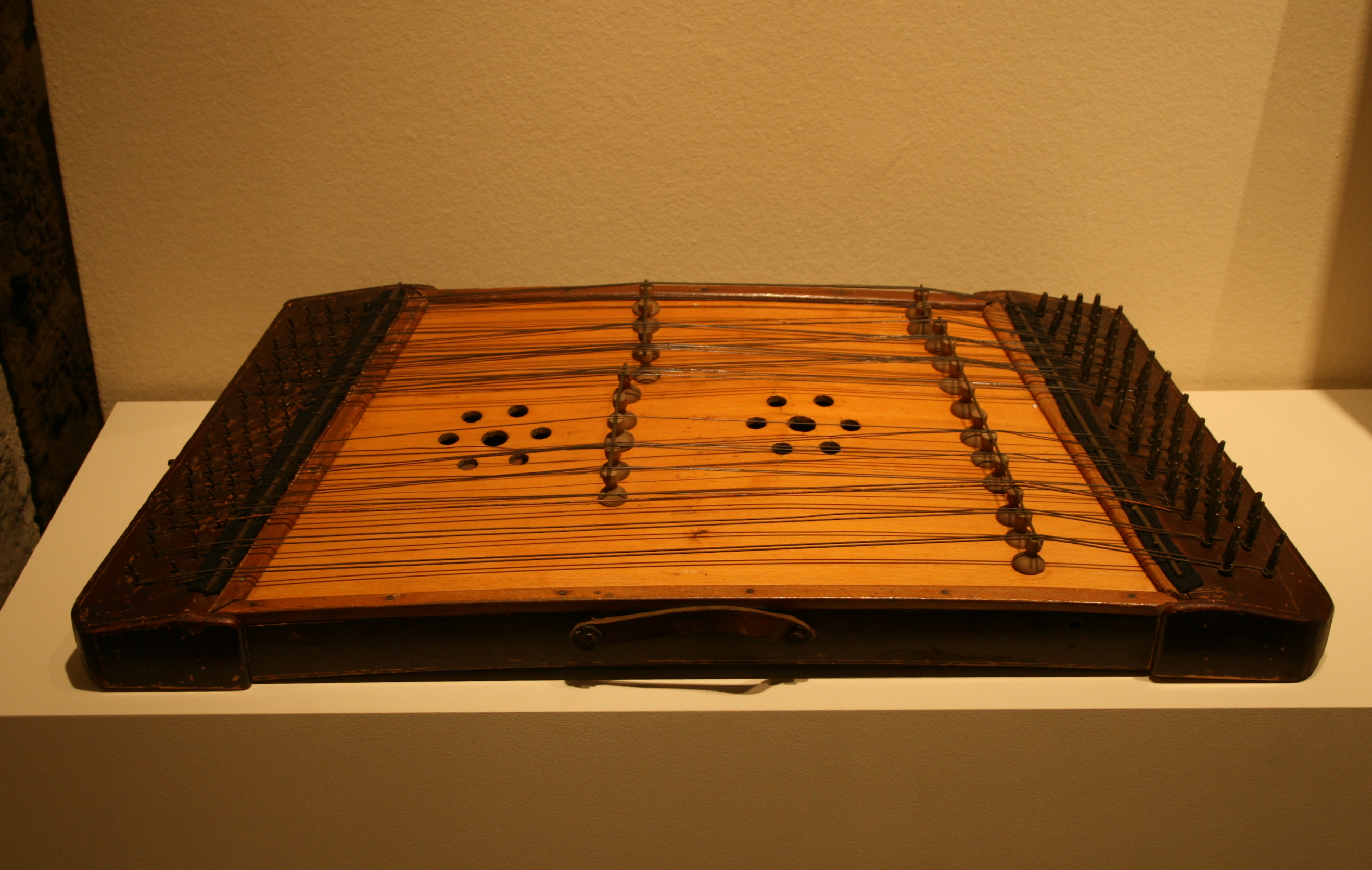
Santouri

Il santouri greco è imponente per le dimensioni (100 cm × 60 cm × 10 cm con angolo di 70°) e la disposizione delle corde in sei sezioni. La cassa di risonanza è in acero, faggio o palissandro laminato, i lati vengono tagliati e rincollati insieme invertendo il filo del legno, per garantire una maggiore stabilità. La tavola armonica è in abete o larice, ha due grandi fori esagonali circondati piccoli fori rotondi (a volte due rosette rotonde) posti al centro e a sinistra della serie mediana dei ponti.
Ha circa 115 corde (in acciaio, bronzo e rame filettato) disposte in cori di 2, 3, 4 o 5 su cinque serie di ponti (fissi, collegati da tasti di metallo).
Viene suonato sia da seduti, appoggiandolo su un tavolo o sulle ginocchia o in piedi con una cinghia passante per il collo del musicista che lo mantiene all'altezza delle anche. La sua estensione gli permette di essere adoperato sia come strumento armonico sia melodico; si presta tanto a essere utilizzato come solista, che in duo o solo per l'accompagnamento.
Alcuni artisti hanno cercato di sviluppare uno stile con quattro bacchette. Alcuni liutai hanno cercato di realizzare anche versioni basso o soprano.

## Gli strumenti apparentati
Il santur ha conosciuto un destino complesso sia in Asia sia in Europa o in America, adottando altre denominazioni e caratteristiche. È possibile, al presente, vedere dei santur elettro-acustici (con cassa amplificata) o solo elettrici (senza cassa armonica). infine, il sur santoor inventato recentemente, non ha più nulla a che vedere col santour, se non la forma, infatti viene suonato con le dita.
- Cimbalom (Biélorussia, Ungheria, Lettonia, Lituania, Moldavia, Polonia, Romania, Slovacchia, repubblica Ceca, Ucraina)
- Dan tam thâp luc (Viêt Nam)
- Dulce melos (Francia)
- Yangqin (Cina, Bhutan)
- Yaukin (Giappone)
- Yochin (Mongolia)